# Кабанак-Казо
Кабана́к-Казо́ (фр. Cabanac-Cazaux, окс. Cabanac e Casaus) — коммуна во Франции, находится в регионе Юг — Пиренеи. Департамент — Верхняя Гаронна. Входит в состав кантона Аспе. Округ коммуны — Сен-Годенс.
Код INSEE коммуны — 31095.

## География

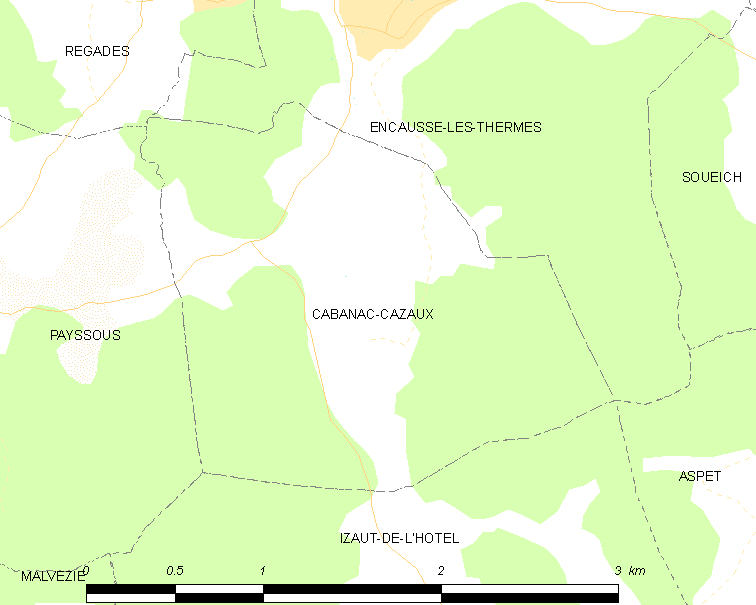
Карта коммуны

Коммуна расположена приблизительно в 660 км к югу от Парижа, в 90 км к юго-западу от Тулузы.
По территории коммуны протекает река Жоб. Около половины территории коммуны занимают леса.

## Климат
Климат умеренно-океанический. Зима мягкая и снежная, весна характеризуется сильными дождями и грозами, лето сухое и жаркое, осень солнечная. Преобладают сильные юго-восточные и северо-западные ветры.

## Население
Население коммуны на 2010 год составляло 122 человека.
| 1962 | 1968 | 1975 | 1982 | 1990 | 1999 | 2010 |
| ---- | ---- | ---- | ---- | ---- | ---- | ---- |
| 82   | 74   | 87   | 94   | 106  | 108  | 122  |

## Администрация
| Период | Период | Фамилия        | Партия                  | Примечания               |
| ------ | ------ | -------------- | ----------------------- | ------------------------ |
| 1983   | 1989   | Эли Бо         |                         |                          |
| 1989   | 1994   | Анри Бар       |                         |                          |
| 1994   | 2020   | Жан-Пьер Брана | Социалистическая партия | член генерального совета |

## Экономика
В 2010 году среди 86 человек трудоспособного возраста (15—64 лет) 58 были экономически активными, 28 — неактивными (показатель активности — 67,4 %, в 1999 году было 65,2 %). Из 58 активных жителей работали 52 человека (24 мужчины и 28 женщин), безработных было 6 (3 мужчин и 3 женщины). Среди 28 неактивных 10 человек были учениками или студентами, 12 — пенсионерами, 6 были неактивными по другим причинам.